# Kamenný dům v Chebu
Kamenný dům v Chebu (německy Steinhaus in Eger) je historická budova v Chebu z 12. století.
Ve středověku sloužil jako výsadní základna cisterciáků z kláštera Valdsasy, která zpočátku sloužila především obchodu. Z názvu vyplývá, že jde o první kamennou stavbu ve městě mimo štaufskou chebskou falc.

## Historie

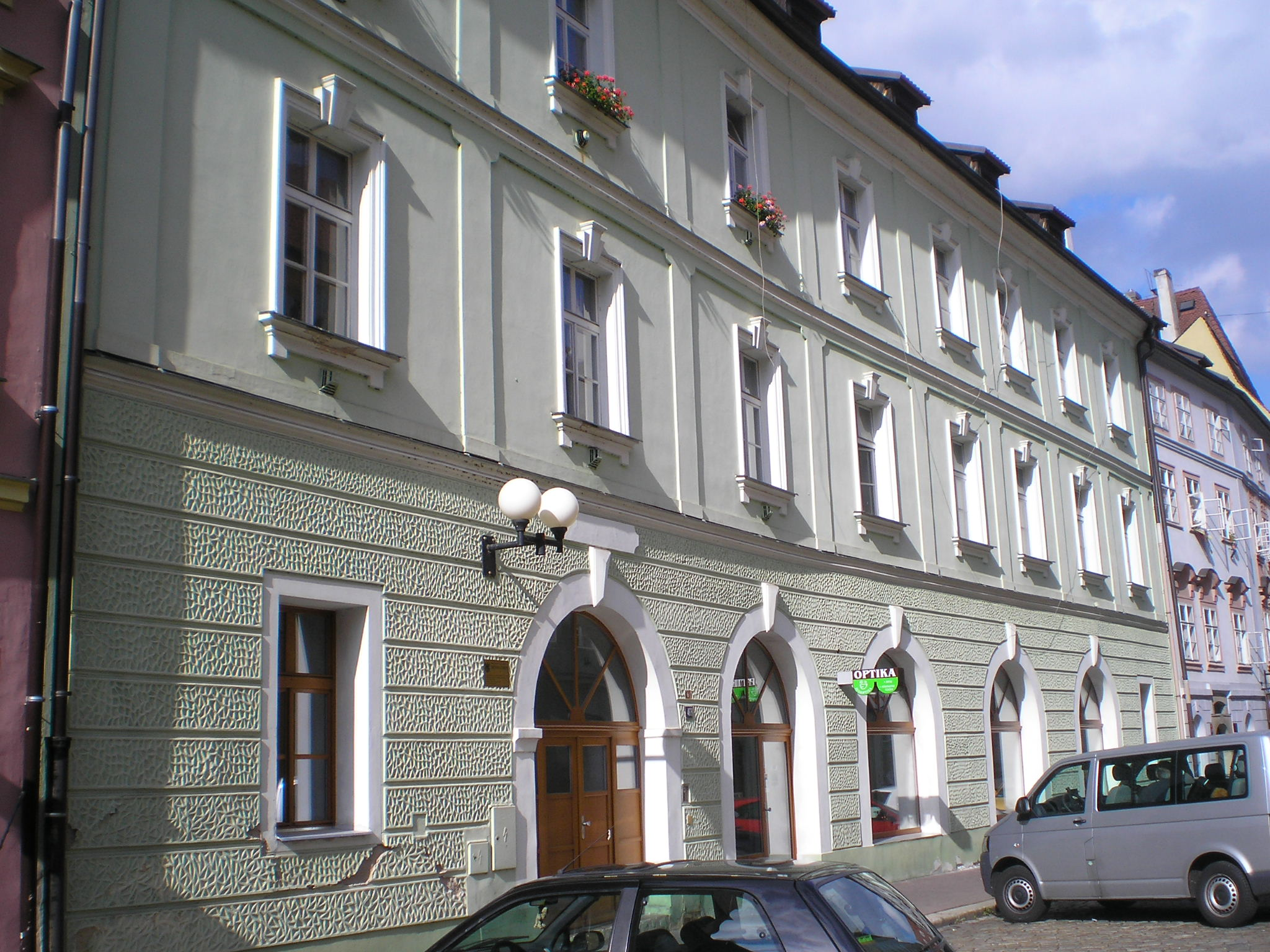
Kamenný dům v Chebu

Kamenný dům je poprvé zmíněn roku 1203 v listině krále Filipa Švábského jako vlastnictví Valdsaského kláštera. V listině král osvobodil valdsaské cisterciáky od všech daní placených městu Cheb.
Zatímco první zmínka hovoří o domě u města, druhá z roku 1215 o domě již ve městě. Od roku 1242 je v listinách budova uváděna jako kamenný dům.
Valdsaský opat Jan IV. nechal zdejší sklad přestavěl na církevní dům. Za opata Franze Kübela byla přistavěna věž se zvony a kaple. Po jeho rezignaci opat Erhard I. Jakobi dům dočasně využíval jako starobinec. V době německé selské války sloužil jako útočiště opatovi Mikuláši V. Seberovi a jeho stoupencům a stal se bezpečným úložištěm dokumentů a klenotů, které byly proto uchráněny vlivu Fridricha Falckého.
I přes osvobození od daní se město Cheb stále snažilo vymáhat od cisterciáků poplatky. Valdsaský klášter produkoval potraviny a zboží nad rámec vlastních potřeb a nadbytek se snažil prodávat. Zřejmě se jim dařilo, neboť založili další obchodní zastoupení v Řezně a usilovali o trhová práva ve vlastním okolí. 1. listopadu 1306 jim král Albrecht Habsburský udělil právo týdenního trhu v Tirschenreuthu.
9. ledna 1319 byla obec Schönbach (Luby) císařem Ludvíkem IV. povýšena na město s právem týdenního trhu a městskými právy podle vzoru Chebu.
Jednotlivá privilegia kamenného domu přečkala úpadek kláštera v době reformace. Falckrabě Richard přestavěl dům na obytnou budovu se zámečnickou dílnou. S rekatolizací po třicetileté válce proběhly pokusy o obnovení domu a privilegií, ale pokud se to podařilo, dům již pozbyl svého někdejšího významu.

## Současnost
Kamenný dům stojí na Březinově ulici (dříve Rotkirchstrasse) na okraji starého města, poblíž Horní brány, která byla postavena později. Bývalé západní křídlo domu již neexistuje.
V roce 2001 a 2002 proběhl ve dvoře domu a v blízkém okolí archeologický výzkum, při kterém byly objeveny dvě studny a odpadní jímka. Byly nalezeny zbytky keramiky ze 13. století a dýmník sloužící k odvádění kouře z loučí.